# 2019冠狀病毒病澳門疫情相關反應與影響 (2021年)
嚴重特殊傳染性肺炎澳門疫情相關反應與影響，介紹在嚴重特殊傳染性肺炎疫情中，在各國家或地區對澳門和澳門本地對應疫情政府不同部門和社會上在2021年全年期間所作出的反應和影響。

## 2021年1月至6月

### 2021年1月
1月18日，新型冠狀病毒感染應變協調中心證實1月21日會有115名於海外的澳門居民由歐洲、美洲和中東等海外國家經東京成田機場乘坐特別航班返回澳門，當局聯同多部門進行聯合接送行動，全程進行的嚴格閉環管理，包括於機場進行快速病毒檢測和規定入住指定醫學觀察酒店鷺環海天渡假酒店等措施。
1月21日0時起，曾接受14天醫學觀察人士須分別再接受14天自我健康管理，曾接受21天醫學觀察人士須分別再接受7天自我健康管理，在結束自我健康管理前1天接受1次核酸檢測結果呈陰性才可結束自我健康管理措施，在接受自我健康管理期間健康碼會顯示為黃色。

### 2021年2月
2月1日，應變協調中心宣布第一批由國藥集團生產的10萬劑滅活疫苗，將於2月5日運抵澳門，預計将在農曆新年前後優先安排包括醫護人員、各口岸前線人員、賭場莊荷、教學人員、司機或急需往外地的人士接種。而復星醫藥同德國BioNTech合資的10萬劑疫苗，則预计在2月26日前運抵澳門。而阿斯利康的疫苗則預計最快2021年第3季才會抵達澳門。
2月11日，衛生局頒布第38/A/SS/2021號公告，2021年2月12日0時起，需進行14天或21天醫學觀察的人士，在自我健康管理期間首7天離境，須得到目的地當局許可。

### 2021年3月
3月16日起，因應中国內地放寬在澳外籍人士入境中国內地的措施，澳門放寬獲中国簽證的外籍人士，離境後若在21天内未到過澳門或內地以外地區，在簽證有效期內再入境時，可毋須接受隔離。

### 2021年4月
4月18日晚上，應變協調中心宣佈4月19日凌晨0時起，曾到印度、巴基斯坦和菲律賓三個指定國家或地區人士，入境澳門後「醫學觀察」日數由21日增加至28日，完成後毋須再做7天自我健康管理。 4月25日晚上，應變協調中心宣佈4月26日凌晨0時起，曾到尼泊爾、巴西另二個指定國家或地區人士，入境澳門後「醫學觀察」日數由21日增加至28日，完成後毋須再做7天自我健康管理。

### 2021年5月
5月15日，應變協調中心因應台灣疫情轉趨嚴重，由原先14天醫學觀察加7天自我健康管理，宣佈由5月16日0時起改為21天醫學觀察。

### 2021年6月
6月6日下午，應變協調中心宣佈曾在14天內到過廣州市荔灣區、海珠區、越秀區、番禺區和南沙區，以及佛山市南海區和禪城區人士抵澳後須接受14天醫學觀察。
6月6日晚上，應變協調中心宣佈如14天內曾到過廣州市和佛山市的人士會收到短訊通知進行核酸檢測。翌日凌晨，應變協調中心更改政策，宣佈14天內曾到過廣州或佛山的人士健康碼變紅色，要求前往位於仁伯爵綜合醫院、鏡湖醫院和科大醫院的核酸站進行病毒核酸檢測，該3個病毒檢測站通宵開放，並要求所有人士必須於今天(6月7日)下午6時前完成檢測。如未能完成檢測者須接受14天醫學觀察。
6月7日早上，經珠澳通關協調機制商討後，宣佈由6月8日上午10時起所有往返廣東及澳門的人士 (包括往返珠澳兩地口岸人士) 須持48小時內核酸檢測陰性報告方可出入境。 同日，應變協調中心宣佈例行新聞發佈會改為星期一、三和五舉行。
6月8日，應變協調中心新聞發佈會改為星期一至五舉行，並宣佈6月9日起進入堂食的餐飲場所須出示綠色的「澳門健康碼」才可入內。 體育局宣佈於6月12至14日舉行的「2021澳門國際龍舟賽」，參賽人士須出示核酸檢測證明或疫苗接種證明，不開放觀眾入場並同時取消12日舉行的嘉年華活動。交通事務局宣佈乘搭公共交通工具包括公共巴士、的士及輕軌的乘客，司機或工作人員有權要求乘客出示「澳門健康碼」，如健康碼為黃色或紅色不允許乘搭。教育及青年發展局宣佈位於澳門半島北區的黑沙環青年活動中心增設跨境學童核酸檢測點，開放時間為星期一至五上午11時至晚上8時。 另外，旅遊局同日宣佈位於新馬路共有89間客房的新東方商務賓館南座被徵用為指定醫學觀察酒店。
6月10日，應變協調中心公佈調整出入公共場所出示澳門健康碼的指引，下調綜藝館和北安病毒核酸檢測站的核酸檢測費用至80元，並宣佈於6月11日起入境前21天曾到台灣之人士除接受21天於酒店進行醫學觀察，再增加7天的自我健康管理。 
6月14日，應變協調中心公佈衛生局與南粵醫療科技合作，於橫琴口岸澳門口岸區開設臨時核酸檢測站，以方便由橫琴口岸入境的人士；而臨時核酸檢測站於6月16日起開始運作，每次檢測收費為澳門幣70元，營運時間為下午2時至晚上9時，服務名額初期限於500名。台山和美的路的工人醫療所於6月15日開放國藥疫苗接種，並提供即場登記接種名額。因應廣東省出現疫情變化，應變協調中心宣佈不排除因不同疫情風險再推出或升級其他防疫措施。
6月16日，應變協調中心宣佈於剛建成的望廈體育中心作為第二個大型社區疫苗接種站，並且加大各接種站點的接種名額。同時，教育及青年發展局宣佈小學及幼兒教育的跨境學生陪同人員，倘相關學生於黑沙環青年活動中心進行核酸檢測，該學生的其中1名陪同人員亦可付費進行核酸檢測。
6月17日，應變協調中心宣佈由6月18日起接種信使核糖核酸 (mRNA，俗稱「復必泰」) 疫苗下調到12歲或以上，須進行身體檢查和得到家長同意方可接種，並且預料最快可於9月於各中學陸續提供外展接種服務。至於通關防寬條件，應變協調中心會持續進行風險評估和調整出入境的措施，香港如成功本地14天「清零」，澳門將與香港特區政府商討放寛出入境措施。
6月20日，應變協調中心發出新聞稿宣佈曾在深圳寶安國際機場逗留的人士 (包括任何一棟機場航站樓、巴士站、地鐵站的人士)，須在離開該機場後14天內接受5次病毒核酸檢測，期間其人士健康碼轉為「黃碼」，須接受嚴格的自我健康管理，而在澳門沒有居所的人士，須入住為持黃碼人士而設的指定酒店樓層或區域的房間；而相關人士亦須立即在健康碼上作出申報，以便安排其接受核酸檢測。
6月21日，位於望廈體育中心設立的第二個社區疫苗接種站啟用。同日，香港本地疫情正式14天清零，衛生局局長羅奕龍表示將按照計劃與香港有關部門商議通關便利措施，並同時與廣東省有關部門一起商議放寬通關措施。 同日下午，衛生局局長羅奕龍出席應變協調中心記者會指政府與香港政府就通關事宜達成初步共識，放寬香港通關條件須當地本地疫情個案 (不包括境外輸入個案) 28日「清零」，數字由6月21日當天14天「清零」作計算。同時，從香港來澳人士須在超過逗留日子的情況下須前往多個指定病毒核酸檢測站接受檢測。並設立熔斷機制，兩地通關便利措施便會中止，屆時將需要恢復隔離醫學觀察的措施。
6月23日，應變協調中心公佈一名長居珠海的澳門居民涉嫌瞞報廣州旅遊史，並對該居民進行強制隔離。案情指，該名人士曾於6月2日至11日到廣州市越秀區就醫，但其澳門健康碼卻為綠碼，懷疑該人士入境澳門時沒有申報曾到廣州市越秀區，以規避衛生當局的隔離醫學觀察措施。該人士6月11日已返回珠海，6月23日經橫琴口岸入境澳門時沒申報過去14日曾到廣州市越秀區的事實，而該涉案人士除被強制隔離外並違反第2/2004號法律《傳染病防治法》，相關個案已移交檢察院處理。
6月24日，香港本地零確診「斷纜」，山頂醫院醫務主任戴華浩回應，當局早前已公布，香港需連續28日「清零」才有條件恢復港澳通關，坦言現時或需「重頭計過」，但不防礙兩地繼續商討將來實施細則及方法。至於延長廣東往來的間隔時間，戴華浩指正與內地商討以接種疫苗方式為通關帶來便利。
6月28日，應變協調中心召開例行記者會，山頂醫院醫務主任戴華浩表示隨著廣州疫情漸趨緩和，粵澳兩地已開展討論是否可延長已接種疫苗人士的核酸檢測有效期並已達成初步共識，對已接種至少 1劑疫苗的通關人士，他們持有的核酸檢測報告有效期可適當延長，具體措施和落實時間將適時公布。與香港通關方面，他表示雙方仍在細節性討論有關方案，暫沒有具體方案。

## 2021年7月至9月23日

### 2021年7月上旬至中旬
7月1日，網上流傳7月5日珠海放寬對澳門通關措施和7月11日恢復與香港通關，應變協調中心於例行記者會中作出澄清，港澳政府正就通關安排展開商討，初步方向是通關便利措施適用對象是已完成兩劑疫苗接種14日後人士，並須持有48小時內作出的核酸檢測陰性報告；來澳後亦需接受多次核酸採樣，初步設定有關人士的澳門健康碼為藍色，活動範圍會有限制，如居住特定酒店的樓層，不可參加不佩戴口罩的活動等，如有具體安排，將會適時公佈。當局指由香港抵達澳門的人士如在親友家中留宿，會有一定預留的空間，最終措施和相關名額仍在商討中。與廣東放寬通關方面，當局指粵澳便利通關很快會有具體方案，目前仍與廣東省商討技術層面配套的問題，有具體方案會儘快公布。
7月10日，應變協調中心於例行記者會中宣佈與廣東省達成協議放寬粵澳通關措施，與持通關核酸證明由48小時延長至7天，至於港澳放寬通關仍待觀察中。
7月20日，社會文化司司長歐陽瑜見傳媒時表示疫苗接種率接近四成，不足以建立免疫屏障的水平。約20萬國藥疫苗將運抵澳門供市民預約接種；另外，政府正邀請國家衛健委的專家團隊來澳檢視抗疫情況，再推動進一步的便利通關措施包括放寬中國大陸與澳門及香港與澳門通關。

### 2021年9月
9月2日，應變恊調中心匯報8月30日至9月2日期間，國家衛生健康委員會組織專家代表團到澳考察與指導澳門防疫情況，代表團對澳門防控工作成效給予肯定，並對各防疫措施提出優化和不同方面的建議。疫苗接種率方面，專家組成員對澳門疫苗接種率偏低導致防控情況不利，建議對重點人群按“應種儘種”原則推出措施提高接種率。至於入住醫觀酒店人士參與立法會選舉投票情況，當局增加對相關人士在投票日前一日接受病毒檢測，票站內做好嚴格的防疫措施。至於放寬通關安排方面，當局措會繼續持續與廣東省和香港特別行政區政府進行三地溝通，有進一步消息將統一發佈。澳門健康碼後備系統開發方面順利，如出現故障將自動轉入健康碼系統，確保避免影響大部分人士。
9月6日，應變恊調中心公佈將對四類中風險人群包括冷凍食品處理人員和醫護人員等每7天進行病毒檢測，但不能用於出入境用途，並同時對高風險人群或為該人群的工作人士須接受每日病毒檢測。 當局亦安排增購30萬劑國藥滅活疫苗分批運往澳門，同時預告針對特定人群包括公務員、巴士司機和學校教職員等加強防疫措施即將公佈。
9月9日，應變恊調中心公佈放寬逗留香港非居民外國人入境限制措施，因香港疫情受控和相對穩定，故有條件放寬已在香港長期逗留的“非居民外國人”入境，允許入境前21天未曾到過內地、澳門特別行政區或香港特別行政區以外的地方並符合下列條件的“非居民外國人”申請入境。五類獲豁免人士包括：已取得澳門有權限機關發出的居留許可人士；已取得澳門有權限機關發出的外地僱員身份的逗留許可或以工作為目的的入境憑證的人士，及其取得逗留特別許可的隨行家屬；澳門居民的配偶或近親；來澳參加重要商務、學術或專業活動的人士；已獲澳門高等教育學校錄取的學生。為減低病毒傳播風險，12歲或以上申請人士須出示香港特別行政區政府認可的已完成2019冠狀病毒病疫苗接種程序，或出示不適合或不必接種新冠病毒疫苗的醫生證明。入境人士抵達澳門入境時仍要出示有效病毒核酸檢測陰性證明和抵達後須接受14天醫學觀察措施。相關措施於9月15日開始接受申請，最快9月20日可以入境。相關申請需要由澳門居民的配偶或親屬需由澳門居民作出申請，來澳參加重要商務、學術或專業活動的人士須由澳門的機構或企業作出申請。
9月13日，對於近日福建爆發群集性疫情，當局已加強和要求居於珠海和中山、曾到福建省的在澳人士加強防疫措施。同日公佈《工作人員接種新冠病毒疫苗及接受新冠病毒核酸檢測的指引》，要求特定人士完成接種2劑2019冠狀病毒病疫苗，如未接種疫苗者需要在7天內接受病毒檢測，並要求特定人士相關部門設緩衝期接受疫苗接種，相關核酸檢測同時須自費和自行處理。
9月16日，應變恊調中心補充《工作人員接種新冠病毒疫苗及接受新冠病毒核酸檢測的指引》，指出該指引已推出替代方案無任何「迫針」之目的，而替代方案是七日進行一次例行核酸檢測，對於因身體情況未能接種疫苗的人士，當局會對他們核檢費用作出資助。 對於工作人員是備孕及母乳餵哺婦女，當局指按照世衛建議，除非孕婦需前往高風險地區，否則在沒有緊急需求下應暫緩接種疫苗。而對於準備或正在計劃生育的人士，根據國藥疫苗或「復必泰」疫苗提供的建議，相關人士均適合接種。
9月20日，山頂醫院醫務主任戴華浩表示，截至20日下午4時，當局共發出609份暫緩或不能接種新冠疫苗的醫生證明書，當中190份因懷孕發出。他指出自指引推出後吸引更多澳門居民接種2019冠狀病毒病疫苗，各疫苗接種站預約數字上升一倍。當局再重申母乳餵哺婦女可接種2019冠狀病毒病疫苗，有效降低感染及將病毒傳染給嬰兒機率，疫苗能產生抗體可透過母乳給嬰兒。至於澳門國際馬拉松方面，當局指是按照按中華人民共和國全國運動會防疫要求，要求所有參與人士在比賽前14日或之前須完成接種兩劑疫苗。目的保障參賽者安全，鄰近地區亦有多項馬拉松賽事，同樣設相同參賽規定。
9月23日，應變恊調中心指不能接種2019冠狀病毒病疫苗人士可通過兩個途徑獲取暫緩或不能接種疫苗證明書，第一種途徑是到本澳18個疫苗接種站，直接接受醫生評估，符合系統認定的疫苗接種禁忌癥時，評估醫生可即場簽發可暫緩或不能接種疫苗的證明書；第二個途徑是，預約到仁伯爵綜合醫院或衛生中心的各類門診，也可接受醫生評估，符合資格也可獲簽發相關證明書。至9月23日，當局共發出913張暫緩或不能接種新冠疫苗證明書，當中公務員佔517張。最多的是孕婦，約佔總數三分之一，多數是暫緩接種疫苗的證明書，期限為9至10個月。其次是慢性病患者，以及處於惡性腫瘤接受化療、疾病活躍期等，醫生根據治療期限而發出具期限的暫緩接種疫苗證明書。至於感冒發燒情況則會發出約一周期限暫緩接種疫苗的證明書。而接種疫苗後會有嚴重過敏反應，對此類人士開具的證明書屬永久性。他補充，輕度過敏是可接種疫苗。

## 2021年11月18日至12月31日

### 2021年11月18日至30日
- 11月18日，應變恊調中心公佈「裝修群組」中最後一位病人 (第75例確診病人) 於11月17日康復出院並接受康復期隔離，對於有報章報道有市民使用政府提供的首次免費核酸檢測時，第三方檢測機構告知核酸結果不能上載健康碼，因而不能作通關之用，衛生局經再與第三方機構核實，澄清上述報導與事實不符。當局指所有澳門居民和外僱均會獲得一次免費核酸檢測，結果均會上載健康碼，可作通關之用。直至目前，全澳共492,515人已使用，其中澳門居民409,720人，外僱82,795人。對於核酸結果未能上載至健康碼，不排除市民使用了其他免費排查鏈結預約核酸檢測，因而檢測結果不會上載健康碼。另外，當局推出澳門健康碼手機應用程式行程記錄功能試用版，手機應用程式類似香港「安心出行」運作模式，使用者需下載手機應用程式，進入場所時掃瞄場所二維碼，掃瞄記錄會存於市民自己手機程式 28天，逾28天記錄會在手機後台自動刪除。當出現確診者時，經確診者同意後，可協助自行上傳程式內的場所掃描記錄到衛生局後台系統，後台系統可把確診者到過的場所設定成風險場所，系統只會在使用者自願的情況下才能上傳自己的行程記錄。初期試行場所包括衛生局轄下醫療場所和部門，以及於澳門格蘭披治大賽車及澳門美食節兩項大型活動試行，未來擴展至餐飲或娛樂場所、公共交通工具等。[37]
- 2021年11月22日，應變恊調中心宣佈根據第179/2021號行政長官批示，國藥滅活疫苗適用人群下調至年滿3歲或以上，有關批示於翌日 (2021年11月23日) 正式生效，家長或其他監護人可由即日起開始可為相關人士預約接種，同時亦提醒未滿18歲人士接種新型冠狀病毒疫苗，須取得其家長或其他監護人同意。[38] 同日，珠澳聯防聯控澳方工作組接珠海方面通知：根據當前疫情防控需要，經珠澳聯防聯控機制協商一致，自2021年11月23日1時起，經珠澳口岸入境(珠海)人員需持7日內核酸檢測陰性結果證明。現有(珠海)出境疫情防控措施保持不變。[39]另外，應變恊調中心宣佈，由11月23日上午1時起由香港入境澳門人士須出示採樣日後72小時內符合衛生當局要求的新型冠狀病毒核酸檢測陰性結果證明，但入境澳門後仍須按衛生局要求接受14天醫學觀察。[40]

### 2021年12月
- 2021年12月2日，應變恊調中心對於有記者關注Omicron變種病毒相關防控措施，世界衛生組織已界定Omicron病毒為「值得關注的病毒變異株」，但未確定到該變種病毒的傳染能力和致病性。又指澳門目前使用的病毒核酸檢測方法仍可驗出Omicron病毒。當局同時留意部分藥廠研發疫苗應對該新變種病毒，如有新藥物推出政府將會盡快購買。[41] 對於三地免隔離通關方面，當局指仍在溝通中並跟進與香港健康碼進行對接等，相關免隔離措施詳情在細化當中，如有最新詳情將另行公佈。對於國家金牌運動員訪問香港會否計劃來澳門，梁亦好強調需尊重防疫措施，如國家運動會直接由香港前往澳門仍需接受14天醫學觀察。對於應變恊調中心即日起採用國務院應對聯防聯控機制綜合組制定的《新型冠狀病毒肺炎防控方案（第八版）》的附件2《新冠肺炎監測方案》中對2019冠狀病毒病的分類和定義，當局指對以往的病例不會改變，又相信相關做法不會造成混亂，轉變的目的是希望日後澳門的防疫措施可以與中國大陸對接。又提到雖然統計和公布有轉變，但澳門的相關防疫措施不變。[42]
- 2021年12月16日，應變恊調中心宣佈澳門健康碼應用程式行程記錄 (場所二維碼) 的使用範圍將於12月20日起擴展至所有社會服務設施及場所，並計劃於2022年1月底前 (即春節前) 擴展至全澳醫療場所、飲食場所、娛樂場所張貼場所碼供市民記錄行程。對於記者關注Omicron變種病毒的情況，指該病毒傳染性比Delta強，但目前尚未有足夠資料顯示其潛伏期長短、症狀輕重等病毒資訊，而決定隔離期是因應潛伏期長短而定，故仍需要持續觀察一段時間才可以作出判斷，並呼籲市民儘早接種疫苗減輕重症風險。對於核酸檢測費用會否有下調空間，衛生當局指區政府持續與核酸檢測機構協調，爭取下調檢測費用，唯檢測單位反映，因應澳門本地的人力資源和行政成本狀況，目前暫時未有條件下調價格。特區政府亦歡迎和期望更加多檢測機構提供檢測服務，從而提高本澳檢測的能力，目前尚未有更多的檢測機構申請開辦核酸檢測服務。而考慮到倘政府收取核酸檢測場地費用，可能引致檢測機構經營成本上升，最終機構可能會提高價格轉嫁成本予消費者，因而未有收取場地費用。就記者問及疫苗的預防感染能力變差會否調整防疫政策，戴華浩表示目前澳門與中國大陸最新的防疫策略為”動態清零”，隨著疾病的傳染性越來越強，疫苗對病毒的預防效果不是百分百，可能會出現輸入個案或本地個案，動態清零是指即使出現個案，可以通過快速行動限制個案傳播，於一個潛伏期內將個案清零，而達到動態清零，必須通過監測早期發現病例，包括對從中高風險返澳人士進行閉環管理，以及為高風險崗位的工作人員定期進行核酸檢測，一旦感染亦可早期發現，達到早期控制，達到動態清零的目標。[43]
- 2021年12月23日，在疫情恊調中心記者會上，新華社記者問及澳門抗疫工作成績及下一步的部署及展望，山頂醫院醫務主任戴華浩總結出中共中央總書記兼國家主席習近平對澳門抗疫成果作出表揚和充分肯定，指疫情持續2年仍得到中央人民政府和中國大陸各省市的大力支持，澳門特區行政長官賀一誠團結各界在疫情下採取安全有效果斷的防疫抗疫措施，雖然澳門曾經出現過兩次聚集性疫情，但在果斷的措施下，短期內徹底切斷本地傳播，有效竭止病情蔓延，努力實現“動態清零”，免檢疫通關措施安排是來之不易的抗疫成果面得到。未來特區政府將堅持“外防輸入、內防反彈”的防疫策略，做好疫情常態化的工作。至於澳門健康碼應用程式中的行程碼擴展方面順利，並鼓勵市民於自願性情況下做好防疫記錄。至於港澳健康碼對接工作正有序進行，將盡快投入測試工作。至於一名14歲少年接種復必泰後出現急性心肌炎，戴華浩表示經疫苗接種不良事件評估小組開會商議，此不良事件被判定為與疫苗接種有關聯性。目前該少年仍在山頂醫院留醫，情況穩定。至於是否調整青少年接種該疫苗策略，他表示會參考世界各地數據綜合考慮是否調整該年齡段的疫苗接種策略。[44]

## 外部連結
- 澳門特別行政區政府新型冠狀病毒感染應變協調中心疫情專頁（页面存档备份，存于） - 疾病預防控制中心 (澳門)